# مدیر اجرایی
مدیر اجرایی، (به انگلیسی: Executive director) اصطلاحی است که اغلب برای اشاره به مَناسبی چون مدیر عامل اجرایی، مدیر عملیات یا ریاست یک شرکت، سازمان یا ابرشرکت به کار برده می‌شود. مدیر اجرایی به‌طور مشخص برای اشاره به پُست مدیر عامل یا رئیس سازمان‌های ناسودبر مستقر در آمریکای شمالی و به‌طور گسترده در ایالات متحده آمریکا به کار گرفته می‌شود.
مدیر اجرایی هر شرکت، به‌طور مشخص توسط اعضای هیئت مدیره آن، انتخاب می‌شود. یکی از مهم‌ترین وظایف یک مدیر اجرایی، جهت دادن به عملکرد کارمندان و مدیران به منظور محقق شدن اهداف داخلی، همچنین تسهیل عملیات تجارت خارجی شرکت، در راستای اجرای استراتژی‌های کلان آن شرکت می‌باشد.
مدیر ارشد مسئولیت‌هایی را به‌عنوان اداره‌کننده، تصمیم‌گیرنده، رهبر، کارفرما و مجری، بر عهده دارد. مدیر ارشد اجرایی می‌تواند در نقش یک برقرارکننده ارتباط با مطبوعات و سایر دنیای بیرون و نیز کارفرمایان سازمان و کارمندان عمل کند. نقش تصمیم‌گیرندگی شامل تصمیمات سطح بالا دربارهٔ سیاست و استراتژی می‌باشد. مدیر ارشد اجرایی به عنوان رهبر یک شرکت به هیئت مدیره مشورت می‌دهد و کارمندان را تهییج می‌کند، همچنین به‌عنوان یک کارفرما، عملیات روزانه شرکت را اداره می‌کند.